# Ringelastrild
Der Ringelastrild (Stizoptera bichenovii, Syn.: Taeniopygia bichenovii), auch Ringelamadine genannt, ist eine Art aus der artenreichen Familie der Prachtfinken (Estrildidae). Seinen Namen erhielt er zu Ehren von James Ebenezer Bicheno (1785–1851), der Anfang des 19. Jahrhunderts (1825–1832) Sekretär der Linnean Society in London war.
Das Gefieder des Ringelastrilds ist im Vergleich zu anderen Prachtfinken eher farblos und unscheinbar. In der australischen Natur lebt er in zwei unterschiedlichen Unterarten: Ringelastrild und Gitterflügelastrild. Die in der Natur vorkommende Mischpopulation ist nicht als eigenständige Unterart anerkannt. Lange wurde die Art zu den Zebrafinken (Taeniopygia) gezählt. Seit der Australische Zebrafink und der Timor-Zebrafink als eigene Arten klassifiziert werden, wird der Ringelastrild in der monotypischen Schwestergattung Stizoptera geführt.

## Beschreibung

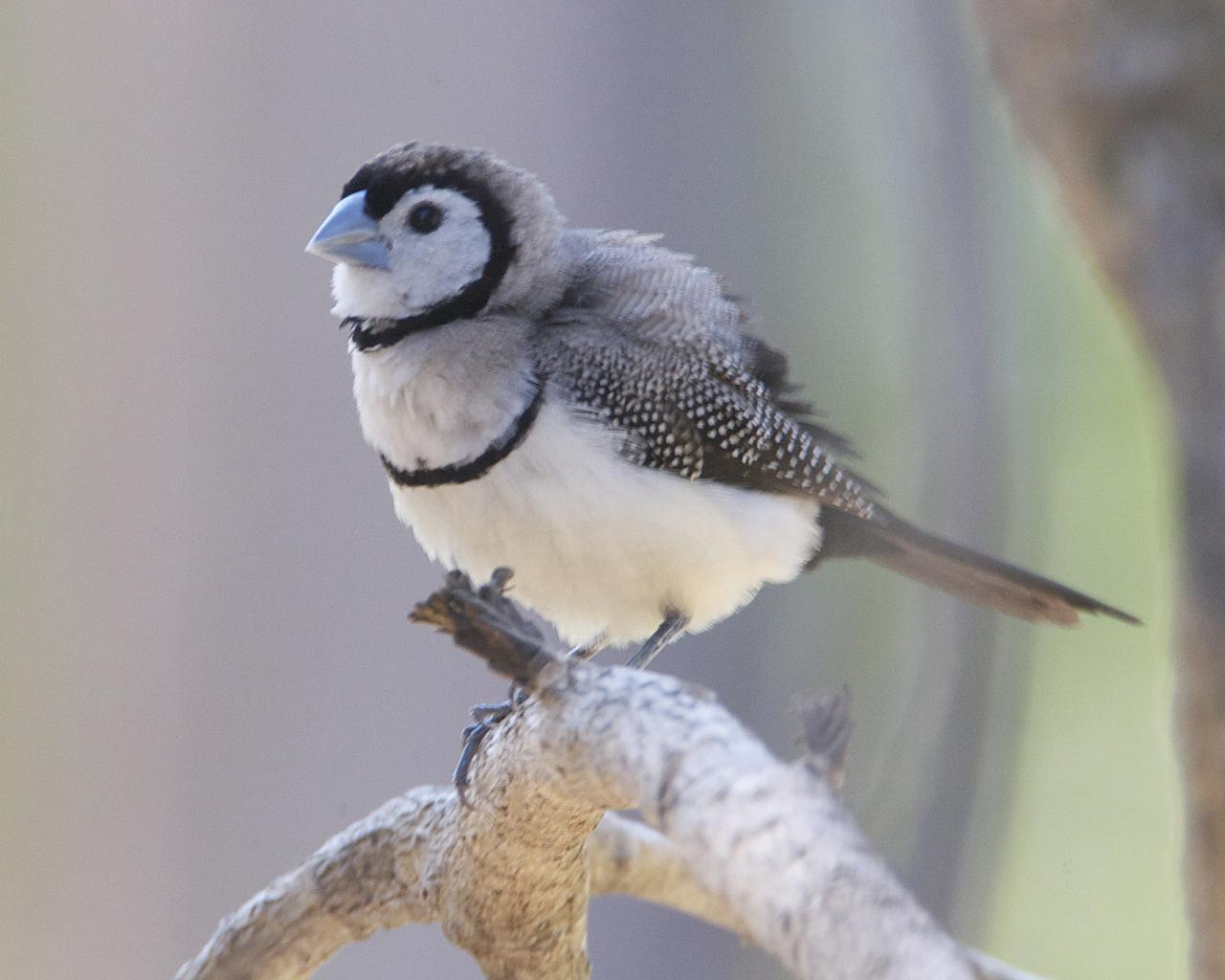
Gitterflügelastrild (Australien, Northern Territory)

Ringelastrilde erreichen eine Körperlänge  von bis zu zehn Zentimetern und sind etwa 10,3 g schwer.
Ihr Rückengefieder ist von der Kopfmitte bis zu den Flügeln in einem verwaschenen Braun gefärbt – teilweise gräulich-braun – mit deutlich erkennbarer Wellenzeichnung. Die Flügel selbst sind dunkelbraun mit weißen Punkten, die an den Schwingen fleckförmig auslaufen und optisch eine Gitterzeichnung präsentieren. Der Kopf wird von einem breiten, schwarzen Band umrahmt. Dabei sind die Backen und die Kehle weiß, die Stirn ab dem Schnabel schwarz. Der Schnabel selbst ist silbergrau, die Augen dunkelbraun mit hornfarbigem, schmalem Augenring. Das Brustgefieder ist weiß-gelblich, der Unterbauch gelblich. Die Brust wird durch ein schwarzes Brustband vom Bauchgefieder abgegrenzt. Die Füße sind dunkelgrau. Der Schwanz ist dunkelbraun bis schwarz.
Der Unterschied der beiden Rassen liegt im Bürzelgefieder. Beim Ringelastrild ist das Bürzelgefieder weiß mit schwarzer Abgrenzung. Beim Gitterflügelastrild findet sich ein schwarzes Bürzelgefieder. Bei Mischlingen dominiert die weiße Bürzelfarbe über die schwarze.
Die Geschlechter lassen sich rein äußerlich kaum unterscheiden. Lediglich der schwarze Kopfkranz und die schwarze Brustbänderung können beim Weibchen schmäler ausfallen. Jungvögel sind zuerst matter und farbloser gefärbt, ab der ersten Mauser ist jedoch kein Unterschied zu den Elterntieren mehr feststellbar.
Umgangssprachlich wird diese Finkenart aufgrund ihrer Zeichnung auch Eulen-Fink genannt.

## Verbreitungsgebiet

Verbreitungsgebiet

Natürlicher Lebensraum des Gitterflügelastrilds (Australien, Northern Territory, Nähe Katherine)

Natürlicher Lebensraum des Ringelastrilds (Australien, Victoria, Mallee-Busch auf Farmland nordöstlich von Melbourne)

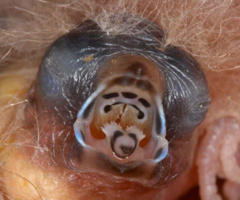
Rachenaufnahme eines Jungvogels

Die Heimat des Ringelastrilds ist der Norden und Osten von Australien. Im Osten, entlang eines breiten Küstenstreifens beginnend von New South Wales über Queensland bis zur Kap-York-Halbinsel und weiter nordwestlich übers Barkly Tableland bis zu den Anfängen des Arnhemlands – hier vor allem das Küstengebiet des Golfes von Carpentaria – bis leicht ins Landesinnere des Northern Territory ist die Nominatform anzutreffen.
Der Gitterflügelastrild lebt im Norden Australiens, westlich beginnend im Kimberley-Distrikt über das ganze Arnhemland verteilt und ebenfalls bis zu den Anfängen des Northern Territory, wo es zu Lebensraumüberschneidungen beider Unterarten und somit einer Mischlingspopulation in der Natur kommt. Man erkennt diese Mischpopulation sehr gut am sich verfärbenden Bürzelgefieder (schwarz-weiß-gräulich), wobei hier die weiße gegenüber der schwarzen Bürzelfarbe dominant erscheint.
Ringelastrilde haben ihr Verbreitungsgebiet in Australien seit der Besiedelung dieses Kontinents durch Europäer ausweiten können, da sie durch das Anlegen von Viehtränken vermehrt Wasserstellen finden und von einem reichhaltigeren Nahrungsangebot profitieren. Sie werden jedoch in Nordqueensland stellenweise durch das dort eingeführte Muskatbronzemännchen verdrängt.
Hybridisierungen wurden u. a. mit Zebrafinken wurden sowohl in freier Wildbahn als auch in Gefangenschaft beobachtet.

## Lebensraum und  Lebensweise
Der Ringelastrild lebt in einem relativ großen Verbreitungsgebiet, in dem er sehr verschiedenartige Lebensräume bewohnt. Im Osten besiedelt er immer mehr die Parkanlagen und Wohngebiete, was ihm bei der Nahrungssuche sehr entgegenkommt. Im tropischen Norden, vor allem im steppenartigen Verbreitungsgebiet des Gitterflügelastrilds, sucht er seinen Lebensraum in der fruchtbaren Nähe von Wasserläufen.
Ringelastrilde sind ausgesprochen gesellig und deshalb meist zu Mehreren anzutreffen. Während der Brutzeit halten sie sich in kleinen Gruppen von vier bis zwanzig Individuen, außerhalb der Brutzeit auch in Trupps von zwanzig bis dreißig Vögeln auf. Größere Schwärme kommen in der Regel nur in Dürrezeiten vor. Die Vögel halten engen Kontakt und sitzen beispielsweise in einer Reihe dicht aneinander geschmiegt beisammen. Es kommt auch vor, dass sie gemeinsam in einem Schlafnest übernachten. Immer wieder ist zu beobachten, dass sie sich geschickt im Geäst bewegen oder zur Nahrungsaufnahme hüpfend am Boden befinden.
Unterschiedliche Lautäußerungen gebraucht der Ringelastrild zur Warnung oder als Lockruf. Sie sind im Klang dem Zebrafink oder den Grasamadinen strophenartig ähnlich. Seine natürlichen Feinde sind zumeist Schlangen, Echsen und kleine Säugetiere.

## Ernährung
In der Natur ernährt sich der Ringelastrild von Gras- und Krautsamen. Nachgewiesen sind unter anderem Rispenhirsen und Fingerhirsen. In Ostaustralien wurden auch zahlreiche Grasarten nachgewiesen, die erst durch europäische Siedler auf diesem Kontinent eingeführt wurden. Sie fressen außerdem Insekten und Raupen. Ihr Hauptaktivitätszeitraum liegt in der Zeit zwischen sechs und neun Uhr morgens. Zur Nahrungssuche entfernen sie sich nur bis zu zwei Kilometer von den Wasserstellen.
Nachdem der Ringelastrild gerade im Osten Australiens in dichtbesiedelten Wohngegenden immer mehr zum Kulturfolger wird, hat er sein Nahrungsspektrum im Laufe der Zeit um ein Vielfaches an Grassorten erweitern können.
Eine geeignete Wasserstelle als Tränke, aber auch für die Badebedürfnisse, wird in der natürlichen Umgebung an seichten Flussstellen und Wasserpfützen gesucht. Hier nimmt der Ringelastrild das Wasser – den Tauben ähnelnd – saugend in den Schnabel auf.

## Fortpflanzung
Das Balzverhalten ist bei Ringelastrilden im Vergleich zu anderen Prachtfinken eher verhalten. Die Männchen singen nur sehr kurze Strophen des Nestlockrufes, wetzen jedoch permanent den Schnabel am Geäst. Dabei werden die Weibchen ab und an mit leicht seitlich gestelltem Schwanzgefieder umhüpft.
Die kaum getarnten, winzigen Nestbauten in Ostaustralien sind meist in Büschen oder kleinen Bäumen, in Höhen von ca. 1,80 m zu finden, selten einmal in Asthöhlen. Gerade in dichtbesiedelten Wohngegenden sucht sich der Ringelastrild gerne Dornenpflanzen zum Schutz vor Nesträubern oder Obstbäume als Brutstätten aus. Häufig ist zu beobachten, dass der Brutplatz in unmittelbarer Nähe eines Wespennestes angelegt wird. Im Norden bevorzugt er hingegen niedriges und vor allem dichtes Strauchgehölz (meist Acacia-Arten) oder dicke, hohe  Grasbüschelpflanzen und manchmal auch hier Nistplätze in Asthöhlen (Schutzmaßnahme). Als Baumaterial bevorzugt er Grashalme und kleine Zweige, zur Ausstattung wird Gras verwendet.

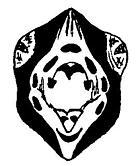
Rachenzeichnung eines Jungvogels des Ringelastrids

Eine interessante Entdeckung gelang den Ornithologen bei Nestkontrollen: Die Ringelastrilde polstern in der Natur stets ihre Nester mit Federn aus, was bei den  Gitterflügelastrilden nicht vorkommt.
Die Eiablage – zwischen 3 und 6 Eier – findet vor allem im Südosten meist im australischen Frühling und Herbst statt. Die Tiere in Nordaustralien brüten in der zweiten Hälfte der Regenzeit – von Januar bis April – manchmal auch noch weit in die Trockenzeit hinein. Dies hängt vom Wasser- und Nahrungsangebot ab (zum Beispiel in der Nähe von Kulturland und Farmen).
Danach sind beide Geschlechter während der durchschnittlich zwölftägigen Brutdauer sehr fest sitzend. Die oft lautstark bettelnden Jungvögel leben drei Wochen als Nestlinge und werden nach dem Ausfliegen noch ca. zwei Wochen von den Elterntieren nahezu pausenlos weiter gefüttert. Dabei besitzen die Jungtiere die geschickte Eigenart, beim Betteln einen Flügel mit dem auffällig weißen Zeichenmuster steil in die Höhe zu heben, um auf sich aufmerksam zu machen. Die Jugendmauser beginnt nach etwa sechs Wochen und dauert bis zu vier Monate an.

## Haltung
Im Jahre 1874 kamen durch Carl Hagenbeck die ersten Gitterflügelastrilde nach Deutschland. Einige Zeit später konnte dann auch der Ringelastrild im Tierpark Hagenbeck betrachtet werden.